# Never Again (canción de Nickelback)
«Never Again» es una canción de la banda canadiense de hard rock Nickelback. Se lanzó el 8 de julio de 2002, como tercer y último sencillo de su tercer álbum de estudio, Silver Side Up. En los Estados Unidos, se convirtió en un éxito en la lista Billboard Mainstream Rock Tracks, convirtiéndolo en el tercer número uno consecutivo de la banda en esta lista.

## Significado
La canción aborda la violencia doméstica desde el punto de vista de un niño. Según Chad Kroeger, la canción no fue extraída de una experiencia personal.

## Video musical
La banda originalmente tenía un video musical para la canción, pero fue descartado debido a su naturaleza violenta. En cambio, como alternativa se presentó un video dirigido por Nigel Dick, que incluye escenas de su videoálbum Live at Home grabado en enero de 2002 en Edmonton.

## Lista de canciones
| Sencillo en CD |                       |          |  |
| N.º            | Título                | Duración |  |
| 1.             | «Never Again» (Edit)  | 3:41     |  |
| 2.             | «One Last Run» (Live) | 3:35     |  |

| Sencillo en CD, Enhanced |                                |          |  |
| N.º                      | Título                         | Duración |  |
| 1.                       | «Never Again» (Single Version) | 3:42     |  |
| 2.                       | «One Last Run» (Live)          | 3:35     |  |
| 3.                       | «Worthy to Say» (Live)         | 5:53     |  |
| 4.                       | «Never Again» (Video)          |          |  |

| Sencillo en CD, Digipak |                                            |          |  |
| N.º                     | Título                                     | Duración |  |
| 1.                      | «Never Again» (Full-length Single Version) | 4:22     |  |
| 2.                      | «Breathe» (Live)                           | 4:05     |  |
| 3.                      | «Old Enough» (Live)                        | 3:55     |  |

## Posicionamiento en listas y certificaciones
| Lista (2002)                            | Mejor posición |
| --------------------------------------- | -------------- |
| Canadá (Nielsen BDS Radio)              | 34             |
| Escocia (Scottish Singles Chart)        | 29             |
| Estados Unidos (Bubbling Under Hot 100) | 24             |
| EE. UU. (Modern Rock Tracks)            | 24             |
| Estados Unidos (Mainstream Rock)        | 1              |
| Eurochart Hot 100                       | 98             |
| Irlanda (IRMA)                          | 38             |
| Reino Unido (UK Singles Chart)          | 30             |
| Reino Unido (UK Rock & Metal)           | 2              |

| País           | Lista (2002)           | Posición |
| -------------- | ---------------------- | -------- |
| Estados Unidos | Mainstream Rock Tracks | 13       |
| Estados Unidos | Modern Rock Tracks     | 86       |

### Certificaciones
| País           | Organismo certificador | Certificación | Ventas  | Ref.   |
| -------------- | ---------------------- | ------------- | ------- | ------ |
| Estados Unidos | RIAA                   | Oro           | 500 000 | [ 18 ] |

### Sucesión en listas
| Anterior: «Aerials» de System of a Down | Billboard Mainstream Rock Tracks — Sencillo Nro 1 5 de octubre de 2002 — 25 de octubre de 2002 | Siguiente: «She Hates Me» de Puddle of Mudd |